# ام‌وی پنتالینا-بی
ام‌وی پنتالینا-بی (به انگلیسی: MV Pentalina-B) یک کشتی است که طول آن ۲۳۰ فوت (۷۰ متر) می‌باشد. این کشتی در سال ۱۹۷۰ ساخته شد.